# Riekiella culbara
Riekiella culbara är en tvåvingeart som beskrevs av Kelsey 1987. Riekiella culbara ingår i släktet Riekiella och familjen fönsterflugor. Inga underarter finns listade i Catalogue of Life.